# 臼增一
飛馬座14（臼增一），又名BD+29 4525，HD 207650、SAO 90040、HR 8343，是飛馬座的一颗恒星，视星等为5.04，位于銀經82.57，銀緯-18.12，其B1900.0坐标为赤經21h 45m 25.2s，赤緯+29° -18.12′ 30″。